# Basilika St. Franziskus (Lima)

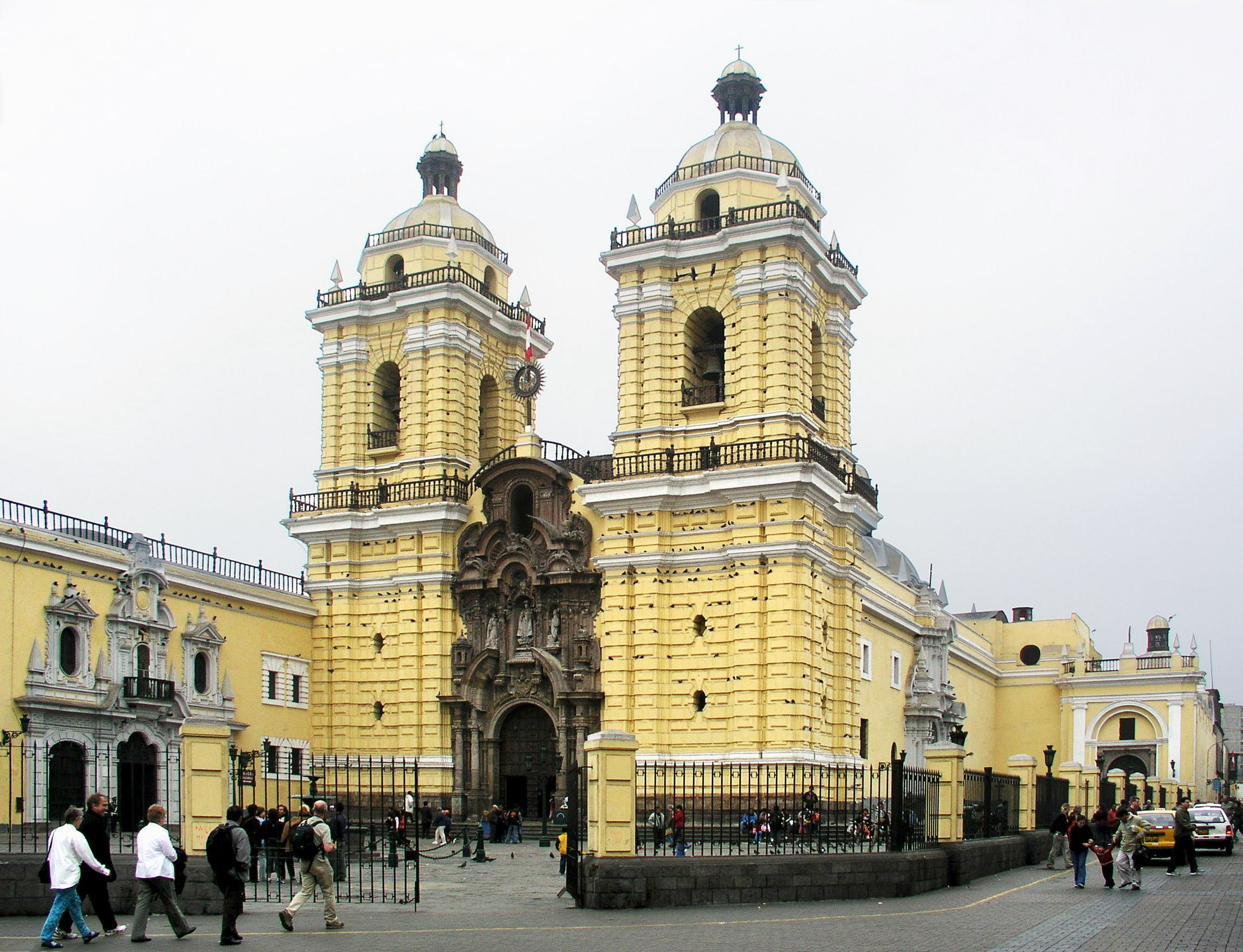
Fassade der Basilika

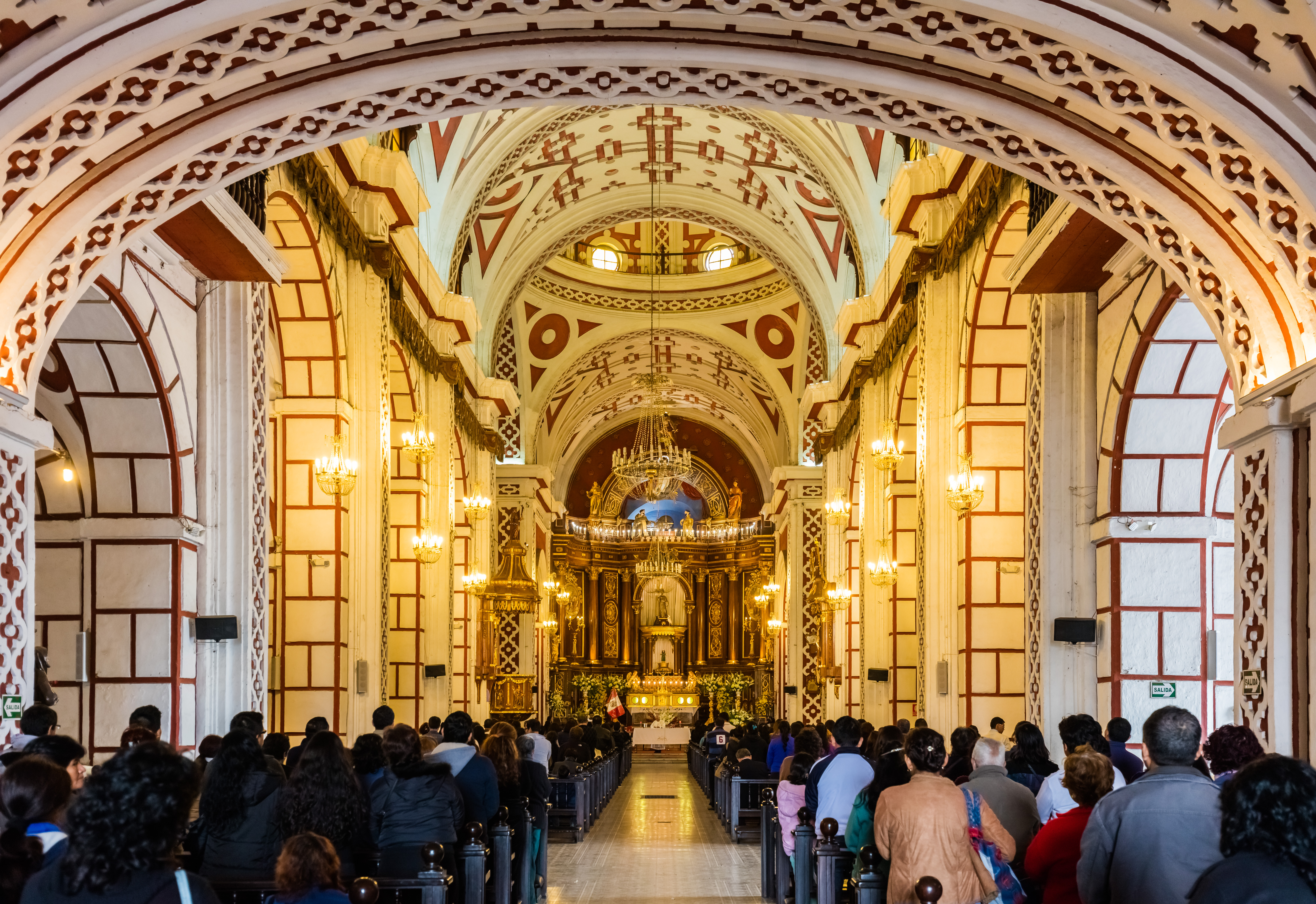
Innenraum vom Eingang aus

Die Basilika St. Franziskus (spanisch Basilica San Francisco) ist eine Klosterkirche der Franziskaner im historischen Zentrum von Lima, der Hauptstadt Perus. Die Kirche des Erzbistums Lima trägt den Titel einer Basilica minor. Sie ist Teil des Franziskanerklosters, zu dem noch zwei weitere Kirchen gehören.

## Geschichte
Wenige Jahre nach der Stadtgründung von Lima traf Francisco de Santa Ana 1546 in Lima ein und errichtete eine bescheidene und kleine Kirche, die später vom Vizekönig von Peru, Andrés Hurtado de Mendoza, gemeinsam mit dem Kloster ausgebaut wurde. Die prachtvollen Erweiterungen waren aber wenig solide errichtet und wurden beim Erdbeben vom 4. Februar 1655 umfassend zerstört.
Francisco de Borja, Generalkommissar der Franziskaner, beauftragte den portugiesischen Architekten Constantino de Vasconcellos mit der Planung und Limeño Manuel Escobar mit dem Bau der neuen Kirche am selben Ort. Der Vizekönig Luis Enriquez de Guzmán legte am 8. Mai 1657 den Grundstein. Die neue Kirche wurde am 3. Oktober 1672 feierlich geweiht, die Arbeiten am Kloster zogen sich noch bis 1729 hin. 1941 wurde die Kirche zusammen mit der Klosteranlage zum nationalen Kulturerbe erklärt. Papst Johannes XXIII. erhob die Kirche von San Francisco de Jesus mit seinem Brief vom 11. Januar 1963 in den Rang einer Basilica minor. 1966 und 1970 erfolgten erneut Beschädigungen durch Erdbeben. 1988 wurde die Kirche als Teil der historischen Altstadt von Lima zum UNESCO-Welterbe.

## Architektur
Die gelbe Doppelturmfassade der Kirche wurde im Barockstil gestaltet. Die Wände der massiven, quadratischen Glockentürme sind mit rhythmischem Bossenwerk gestaltet, aufgesetzt auf dem zweietagigen Grundkörper sind jeweils runde Etagen mit kuppelförmigem Dach und Laternen. Das reichverzierte Portal zwischen den Türmen wurde aus Granit geschaffen. Sein Eingang wird auf beiden Seiten von Säulenpaaren flankiert.
Der Innenraum ist als dreischiffige Basilika auf dem Grundriss einer Kreuzkirche gestaltet. Das Hauptschiff ist mit Tonnengewölben mit Stichkappen überwölbt. Die Seitenschiffe bestehen aus miteinander verbundenen Kapellen, die jeweils mit Kuppeln überdacht sind. Von der Vierungskuppel gehen der Chor und das Querhaus aus. Wände und Decken sind aufwendig im spanisch-maurischen Stil gestaltet. Die Holzkuppel im Mudejar-Stil wird als auf dem amerikanischen Kontinent unvergleichlich bezeichnet. Ihr Bau wurde 1625 von Bruder Miguel de Huerta ausgeführt. Infolge des Erdbebens von 1940 in der Mitte eingebrochen wurde sie 1969 von Alberto Barreto Arce restauriert.
Sehenswert sind der klassizistische Hauptaltar und Chorgestühl mit Holz aus Costa Rica. Bedeutsam ist die Sakristei, die von Lucas de Meléndez ausgeführt und 1730 fertiggestellt wurde. Ihr Gewölbe stürzte nach dem Erdbeben von 1966 ein wurde in den 1990er Jahren mit Hilfe der spanischen Regierung restauriert.

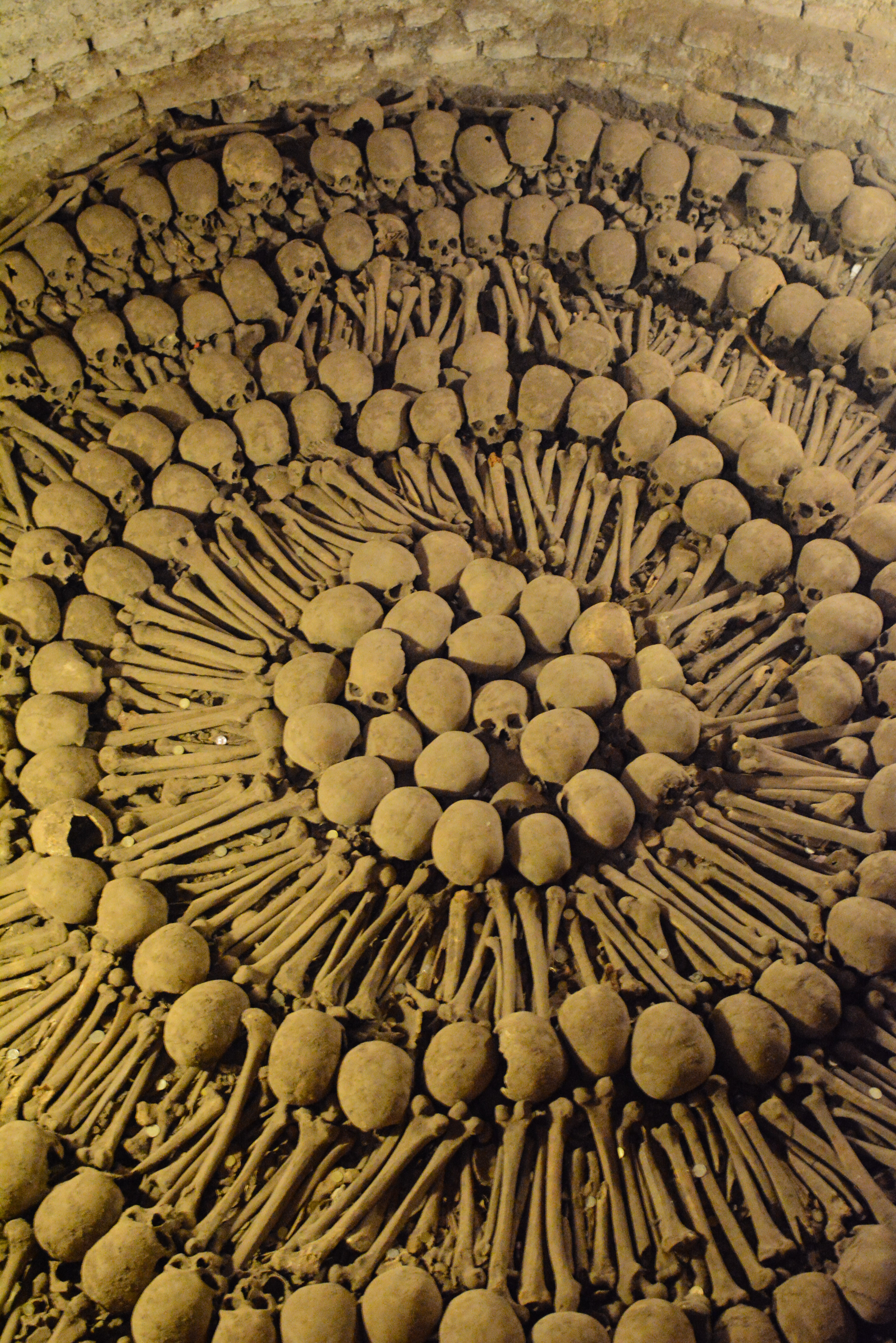
Gebeine

## Katakomben
Ungewöhnlich sind die Katakomben unterhalb der Kirche, die in der Kolonialzeit bis 1808 als Friedhof genutzt wurden. Hier wurden geschätzt bis zu 25.000 Menschen beigesetzt. Die Gebeine sind heute teilweise in einem Beinhaus ausgestellt.